# Niebiesko-Biali
Niebiesko-Biali (hebr. כחול לבן, Kachol Lawan) – izraelska centrowa koalicja wyborcza stworzona na wybory parlamentarne w kwietniu 2019 roku. Początkowo w jej skład wchodziły: Moc Izraela, Telem i Jest Przyszłość. Od 29 marca 2020 roku dwie ostatnie partie odłączyły się od koalicji i stworzyły własną frakcję parlamentarną w Knesecie. Obecnie w skład koalicji wchodzi Moc Izraela i Derech Erec.

## Wybory parlamentarne w Izraelu w kwietniu 2019
W jej skład weszły następujące partie: Moc Izraela (przewodniczący Beni Ganc), Telem (Mosze Ja’alon) i Jest Przyszłość (Ja’ir Lapid). Numerem czwartym na liście został były szef Sztabu Generalnego Sił Obronnych Izraela Gabi Aszkenazi. W razie zwycięstwa ugrupowania w wyborach Ganc miał zostać premierem na 2,5 roku, po tym czasie miał go zmienić Lapid.
W wyborach parlamentarnych w Izraelu w kwietniu 2019 roku ugrupowanie zajęło 2. miejsce, zdobywając 1 125 881 głosów (26,13%). Przełożyło się to na 35 mandatów w Knesecie XXI kadencji. W wyznaczonym terminie Binjaminowi Netanjahu z Likudu nie udało się sformować rządu, wskutek braku porozumienia z Awigdorem Liebermanem (przewodniczącym partii Nasz Dom Izrael). W związku z tym 29 maja Kneset przegłosował większością 74:25 samorozwiązanie. Nowe wybory parlamentarne zaplanowano na 17 września.

## Wybory parlamentarne w Izraelu we wrześniu 2019
W przyspieszonych wyborach we wrześniu koalicja zajęła 1. miejsce, zdobywając 1 151 214 głosów (25,95%), co przełożyło się na 33 mandaty w Knesecie XXII kadencji., o jeden więcej niż Likud. Niebiesko-Biali wraz z partnerami mogli liczyć na 55 mandatów w Knesecie, a Likud na 54, ale 10 deputowanych skupiającej partie arabskie Zjednoczonej Listy ogłosiło, że nie wejdzie w skład rządu, w związku z czym prezydent Reuwen Riwlin powierzył misję utworzenia rządu Netanjahu. 21 października Netanjahu ogłosił, że rezygnuje ze starań o utworzenie nowego rządu, gdyż Beni Ganc odmówił rozmów o utworzeniu rządu jedności narodowej, argumentując, że Netanjahu grożą zarzuty korupcyjne.

## Wybory parlamentarne w Izraelu w 2020
W wyborach w 2020 roku koalicja zdobyła 1 220 381 głosów (26,59% głosów), co dało wynik 33 mandatów. 26 marca, po długich negocjacjach i sporach na temat utworzenia rządu, Ganc zgodził się na utworzenie rządu jedności z Likudem z rotacyjną funkcją premiera. Ponadto tego samego dnia został wybrany przewodniczącym Knesetu. Decyzja ta doprowadziła do rozłamu w partii, Jesz Atid i Telem złożyły wnioski o odłączenie się od Niebiesko-Białych. W ramach Niebiesko-Białych powstała nowa frakcja – Derech Erec. Stworzyli ją Jo’az Hendel i Cewi Hauzer, kiedy Niebiesko-Biali ogłosili, że po wyborach stworzyliby rząd mniejszości wspierany przez partie arabskie. 

## Kompozycja

### Obecna
| Partia | Partia      | Lider     | Posłowie |
| ------ | ----------- | --------- | -------- |
|        | Moc Izraela | Beni Ganc | 8/120    |

### W przeszłości
- Jest Przyszłość (2019–2020) – decyzja Ganca o przystąpieniu do rządu Netanjahu doprowadziła do rozłamu w partii, Jesz Atid i Telem złożyły wnioski o odłączenie się od Niebiesko-Białych[11],
- Telem (2019–2020) – decyzja Ganca o przystąpieniu do rządu Netanjahu doprowadziła do rozłamu w partii, Jesz Atid i Telem złożyły wnioski o odłączenie się od Niebiesko-Białych[11].

## Działacze
Do XXI Knesetu z listy ugrupowania weszli: Beni Ganc, Ja’ir Lapid, Mosze Ja’alon, Gabi Aszkenazi, Awi Nissenkorn, Me’ir Kohen, Miki Chajjimowicz, Ofer Szelach, Jo’az Hendel, Orna Barbiwaj, Micha’el Biton, Jechi’el Mosze Troper, Ja’el German, Cewi Hauzer, Orit Farkasz-Hakohen, Karin Elharrar, Meraw Kohen, Jo’el Razwozow, Asaf Zamir, Jizhar Szaj, Elazar Sztern, Miki Lewi, Omer Jankelewicz, Penina Tamanu, Ghadir Marih, Ram Ben-Barak, Alon Szuster, Jo’aw Segalowicz, Ram Szefa, Bo’az Toporowski, Orli Fruman, Etan Ginzburg, Gadi Jewarkan, Idan Rol, Jora’i Lahaw-Hercano.

## Wyniki wyborów
| Rok     | Lider     | Liczba głosów | % głosów   | Liczba miejsc w Knesecie  |
| ------- | --------- | ------------- | ---------- | ------------------------- |
| IV.2019 | Beni Ganc | 1 125 881     | 26,13 (#2) | 35/120                    |
| IX.2019 | Beni Ganc | 1 148 700     | 25,93 (#1) | 33/120                    |
| 2020    | Beni Ganc | 1 220 381     | 26.59%(#2) | 33/120 po rozłamie:17/120 |
| 2021    | Beni Ganc | 292 257       | 6.63%(#4)  | 8/120                     |